# Tragia mixta
Tragia mixta là một loài thực vật có hoa trong họ Đại kích. Loài này được M.G.Gilbert miêu tả khoa học đầu tiên năm 1992.